# Saint-Germain-Lavolps
 Saint-Germain-Lavolps  là một xã thuộc tỉnh Corrèze trong vùng Nouvelle-Aquitaine miền trung Pháp.